# Квартирмейстер

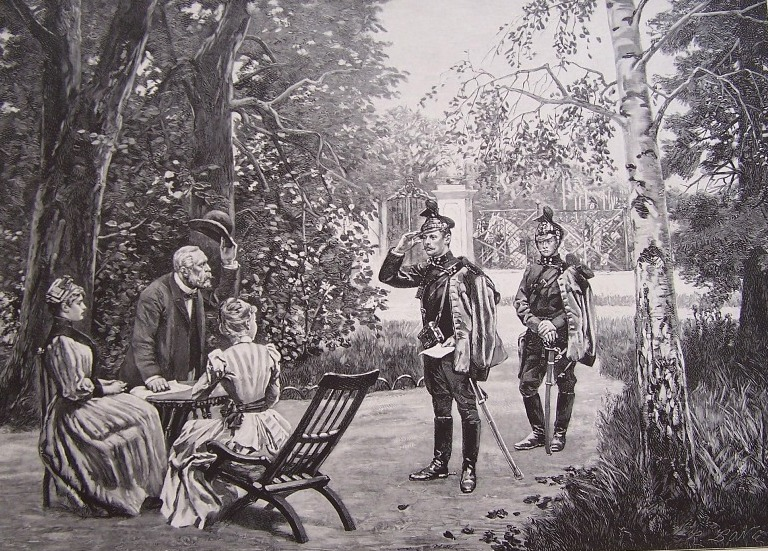
Войцех Коссак: Квартирмейстер займається розквартируванням військ. 1893

Квартирме́йстер (від нім. Quartiermeister) — посада (а також звання) в армії і на флоті.

## Армійські квартирмейстери
Квартирмейстер — посадова особа (офіцер, генерал) в органах управління військами (установах, штабах) армій багатьох держав (Франції, Пруссії, Німеччини, Росії тощо), що займався спочатку (16 століття) розташуванням військ табором (бівуаком) або по наявних приміщеннях (по квартирах), а пізніше (17—20 ст.) головним чином оперативними питаннями. Уперше назва «квартирмейстер» зустрічається у ландскнехтів, що мали в штабах своїх полків полкових квартирмейстерів, а в ротах — ротних квартирмейстерів. На початку 18 століття були засновані посади дивізіонних і корпусних квартирмейстерів, а також генерал-квартирмейстер.

### У Великій Британії і США
У збройних силах Великої Британії й квартирмейстерської служби в збройних силах США квартирмейстер — посадова особа департаменту генерал-квартирмейстера армії, що відає питаннями забезпечення сухопутних військ (армії) усіма видами квартирного й речового майна, розквартируванням військ, ремонтом озброєння, лазнево-пральним обслуговуванням тощо.

## Флот

### Російська імперія
У Російському імператорському флоті квартирмейстер — військове звання (нижній чин, який відповідав молодшому унтер-офіцеру регулярної армії), що проіснувало до початку ХХ сторіччя. Розрізнялися стройовий, артилерійський, мінний і машинний квартирмейстери, а також квартирмейстер-музикант і квартирмейстер-кочегар.

### Франція
У французькому військово-морському флоті квартирмейстер (фр. quartier-maître) — звання, наступне після звання матроса. Поділяється на квартирмейстера 2-ї статті (quartier-maître de seconde classe), що відповідає капралу, і квартирмейстера 1-ї статті (quartier-maître de première classe), армійським відповідником якого є старший капрал (caporal-chef).